# Teleskopfische
Die Teleskopfische (Gigantura), auch Riesenschwänze genannt, sind kleine Tiefseefische. Ihren Namen erhielten sie wegen ihrer ungewöhnlichen, röhrenförmigen Augen. Die Gattung enthält nur zwei Arten und ist die einzige der Familie Giganturidae. Teleskopfische leben im Atlantik, Pazifik und Indischen Ozean.

## Merkmale
Teleskopfische sind schlanke Fische mit großen Köpfen, die durch große, vorwärts zeigende Augen beherrscht werden. Der Kopf endet in einer kurzen, spitzen Schnauze. Das Maul reicht bis weit hinter die Augen und ist mit langen, scharfen, nach hinten gebogenen Zähne besetzt. Die Zähne können nach hinten umgeklappt werden. Maul und Leibeshöhle sind innen dunkel, was wahrscheinlich dazu dient die Leuchtorgane von gefressenen Beutefischen abzudunkeln.
Der schuppenlose Körper ist silbrig mit grünlichem oder purpurartigen Schimmer. Die Brustflossen setzen hoch am Körper über den Kiemenöffnungen an. 
Die transparenten Flossen sind ohne harte Flossenstrahlen, bei der tief gegabelten  Schwanzflosse ist der untere Teil oft so lang wie der gesamte Körper. Teleskopfische werden lediglich 15 bis 20 Zentimeter lang. Bei einer Länge von 25 bis 34 mm setzt die außergewöhnlich markante Metamorphose von der Larve zum erwachsenen Tier ein. Die Tiere behalten auch im Erwachsenenalter zahlreiche larvale Eigenschaften (Neotenie). Die Fische sind ohne Schwimmblase, auch Fettflosse, Bauchflossen und Becken fehlen, ebenso wie Prämaxillare, Orbitosphenoid, Parietale, Kiemenreusen, Hinterschläfenknochen (Posttemporale), Supratemporale und Cleithrum (Knochen im Schultergürtel).

## Ernährung
Teleskopfische sind aktiv jagende Fleischfresser und leben in einer Tiefe von 500 bis 3.000 Meter. Mit Hilfe ihrer röhrenförmigen, großen Augen können sie wahrscheinlich die Schattenbilder ihrer Opfer gegen das von oben kommende Restlicht wahrnehmen.
Aus Untersuchungen der Mageninhalte ist bekannt, dass Laternenfische und Borstenmäuler zu ihrer Beute gehören. Wegen ihrer sehr dehnbaren Mägen sind die Tiere in der Lage auch sehr große Beute zu verschlingen.

## Fortpflanzung
Man nimmt an, dass sie im freien Wasser laichen und Eier und Larven pelagisch treiben. Die Jungfische leben wahrscheinlich in flacherem Wasser und wandern erst als Adulttiere in den Tiefsee-Lebensraum.

## Arten
Es gibt lediglich zwei Arten:
- Gigantura indica Brauer, 1901; 20 Zentimeter lang.
- Gigantura chuni Brauer, 1901; 15 Zentimeter lang.